# Clethra macrophylla
Clethra macrophylla es una especie de fanerógama de la familia Clethraceae, conocida como marangola (Veracruz).

## Descripción
Árboles o arbustos de 10-15 m de altura; tronco de 20-25 cm de diámetro; corteza parda, delgada, longitudinalmente fisurada, caediza. Hojas simples, oblongo-elípticas, rara vez obovadas, 12-20 cm de longitud, 2.5-8.0 cm de ancho, subcoriáceas a cartáceas, el haz de la hoja es de color pardo oscuro, puberulento, con pelos cortos, blanquecinos, esparcidos, el envés es de color grisáceo a dorado con indumento biestratificado, con pelos simples, densos, largos, amarillentos, caedizos con la edad, la nervadura central y secundarias frecuentemente con pelos ferrugineos o blanquecinos, los margen son subentero aserrado de la parte media hacia el ápice, la base es cuneada a obtusa, ligeramente asimétrica; nervadura central gruesa y prominente, el envés con 12-16 pares de nervios laterales; peciolo de 1.5-2.5 cm de longitud densamente tomentoso.
Presenta inflorescencias terminales, en forma de racimos, de 10-20 cm de longitud, el raquis con pelos simples cortos, blanquecinos; brácteas lanceoladas, de 2.5-3 mm de longitud, subcoriáceas, margen entero, ápice acuminado, base truncada, las bractéolas lineares, caducas, de 1.5-2.5 mm de longitud, subcoriaceas; pedicelos acrescentes, gruesos, ligeramente acanalados; pétalos blancos, obovado o en forma de espátulas espatulados, pequeños de 3.5-4 mm de longitud y 2-3 mm de ancho, superficie externa glabra, interna con pelos blancos adpresos; ovario verde-parduzco, subgloboso, de 3.5 mm de longitud, 3.0 mm de ancho, con pelos blancos adpresos; Los frutos son cápsulas depresas de color pardo-rojizo, de 3-4 mm de diámetro, 2.5-3 mm de longitud, con pelos largos blancos adpresos; semillas ovaladas, planas, de 1 mm de longitud.

## Distribución y hábitat
Esta especie se puede encontrar en bosques de encino; bosque caducifolio; bosque de pino-encino; selva mediana subperennifolia; selva baja inundable; vegetación secundaria derivada de todos estos tipos de vegetación. 50-1900 m s. n. m. En México se ha registrado en Hidalgo, Veracruz, Puebla, Oaxaca y Chiapas; Guatemala; El Salvador.

## Usos
Se ha utilizado como ornamental para recrear paisajes naturales, crece bien en la sombra. 